# ミラフローレス宮殿
座標: 北緯10度30分29秒 西経66度55分10秒 / 北緯10.50803度 西経66.91938度
ミラフローレス宮殿（みらふろーれすきゅうでん、西: Palacio de Miraflores）はベネズエラ・ボリバル共和国の首都カラカスにある宮殿であり、大統領の官邸である。

## 概要
首都カラカスの中心の西部に位置し、街の中心部に近く、連邦立法宮殿から数ブロックである。ホアキン・クレスポ大統領（1884年-1886年）の任期中に、イタリアのジュセペ・オルシ・デ・モンベロ伯爵の指揮の下、1884年半ばに建設され始めたが、1900年のシプリアーノ・カストロ大統領の下で宮殿として使われ始めた。